# أدب الأطفال (مجلة)
أدب الأطفال مجلة أكاديمية تأسست في عام 1972، وتروج المجلة لمقاربة علمية لدراسة أدب الأطفال من خلال طباعة المقالات والمقالات النظرية، وكذلك مراجعات الكتب. 

## روابط خارجية
- الموقع الرسمي
- Children’s Literature on the Hollins University website
- Children’s Literature on the JHU Press website
- Children’s Literature  at مشروع ميوز  [لغات أخرى]‏